# Sphaeramia
Sphaeramia – rodzaj ryb z rodziny apogonowatych (Apogonidae).

## Klasyfikacja
Gatunki zaliczane do tego rodzaju:
- Sphaeramia nematoptera – apogon piżamka[potrzebny przypis]
- Sphaeramia orbicularis